# Божо Брокета
Божо Брокета (24. децембар 1922 — 25. јул 1985) био је југословенски и хрватски фудбалер. Већину своје фудбалске каријере провео је у сплитском Хајдуку.
Школа фудбала у Дубровнику названа је у његову част.